# Gnetum tenuifolium
Gnetum tenuifolium là một loài thực vật hạt trần trong họ Gnetaceae. Loài này được Ridl. mô tả khoa học đầu tiên năm 1911.